# Abolhasan Banisadr
Abolhasan Banisadr (perski ابو الحسن بنی‌صدر; IPA [æbolhæˈsæn bæni:ˈsædr]; ur. 22 marca 1933 w Hamadanie, zm. 9 października 2021 w Paryżu) – irański polityk i ekonomista, pierwszy prezydent Iranu po rewolucji irańskiej. Twórca opartej na islamie teorii ekonomicznej tauhid (pers. społeczeństwo jedności) głoszącej, że własność należy do Boga i że w związku z tym Iran powinien przeprowadzić nacjonalizację przedsiębiorstw, które grożą zniewoleniem ludzi.

## Życiorys

### Młodość i wykształcenie
Urodził się 22 marca 1933 w Hamadanie, jako syn ajatollaha Nasrollaha Banisadra.
Ukończył studia ekonomiczne na Uniwersytecie Teherańskim, potem także teologiczne, prawa koranicznego oraz socjologiczne.

### Działalność polityczna
W młodości działał we Froncie Narodowym oraz islamskiej organizacji Ruch Wyzwolenia Iranu. Po aresztowaniu w 1962 r. za udział w demonstracjach studenckich wyemigrował do Francji. W 1972 r. zetknął się z ajatollahem Ruhollahem Chomejnim. Wkrótce został jednym z jego doradców.
Opowiadał się przeciwko negocjacjom z szachem. Odrzucił propozycję wejścia do jednego ze schyłkowych rządów tworzonych przez upadający reżim, aby wkrótce stać się ministrem spraw zagranicznych i finansów Islamskiej Republiki Iranu w rządzie Mahdiego Bazargana. W listopadzie 1979 r. podał się do dymisji ze stanowiska ministra spraw zagranicznych, protestując przeciwko oficjalnemu stanowisku w sprawie porwania pracowników ambasady amerykańskiej.
Swoje poglądy socjoekonomiczne wyłożył w dziele Ekonomika jedności wydanym w latach 70. Po rewolucji islamskiej wydawał własne pismo Enghelab-e Eslami.

### Prezydentura
25 stycznia 1980 r. większością 78,9% głosów wybrany został pierwszym prezydentem Islamskiej Republiki Iranu. Urząd prezydenta objął oficjalnie za zgodą ajatollaha Chomejniego 4 lutego 1980 r. Bezskutecznie próbował egzekwować nadane mu przez konstytucję uprawnienia. Nie udało mu się rozwiązać komitajów (komitetów rewolucyjnych), Korpusu Strażników Rewolucji Islamskiej, ani przejąć kontroli nad środkami masowego przekazu.
Po wyborach do parlamentu irańskiego – Madżlisu – w marcu i maju 1980 r., w których Partia Republiki Islamskiej (PRI) zdobyła 130 z 240 miejsc, popadł w konflikt z jej większością w parlamencie. Wbrew swym konstytucyjnym uprawnieniom po dwóch miesiącach zmuszony był powołać na urząd premiera kandydata parlamentu, Mohammada Alego Radżai. Konflikt o nominacje na poszczególne ministerstwa spowodował, że pozostawały one nieobsadzone do maja 1981 r., kiedy to Madżlis uszczuplił kompetencje prezydenta na rzecz premiera, pozwalając mu mianować ministrów bez kontrasygnaty głowy państwa.
21 czerwca 1981 r. za zgodą Chomejniego został usunięty z urzędu przez Madżlis. W obawie o swe życie 28 czerwca uciekł do Francji wojskowym samolotem. Mieszkał w Wersalu koło Paryża, w willi strzeżonej przez francuską policję.